# Bånddiagram
Et bånddiagram (også kendt som Richardson-diagram eller engelsk ribbon diagram) er en 3D-skematisk repræsentation af proteinstruktur og er i dag en af de mest anvendte metoder for proteinafbildning. α-helicer vises som vindede bånd (spiraler) eller som cylindre, β-strenge som flade pile og tråde for turns og tilfældige andre strukturer. Polypeptidkædens retning kan indikeres af en farverampe langs med båndet.
Bånddiagrammer er simple, men anvedelige, når den basale rummelige struktur skal afbilledes. Metoden har med held portrætteret den overordnede organisering af proteinstruktur, der afspejler 3-dimensionelle oplysninger, og giver mulighed for bedre forståelse af et komplekst objekt for strukturelle biologer.

## Motiver i bånddiagrammer
| Sekundær struktur                          | |  |
| ------------------------------------------ | --- |  |
| α-Helicer                                  | Cylindriske spiralbånd |  |
| β-Strenge                                  | Pile med tykkelse på omkring en fjerdel af deres vidde, der viser retning og twist for fladen fra amino- til carboxyenden                                                     |  |
| Loops og diverse                           | |  |
| Ikke-gentagne loops                        | Runde reb der er tykkere i forgrunden og tyndere bagmod. |  |
| Junctions mellem loops og helicer          | Runde reb der gradvist flader ud til et tyndt helisk bånd. |  |
| Andre motiver                              | |  |
| Polypeptidretning, NH2- og COOH-terminaler | Små pile i én eller begge ender eller ved hjælp af bogstaver. For β-plader er pilens retning nok. I dag angives retningen af polypeptidkæden ofte indikeret af en farverampe. |  |
| Disulfidbindinger                          | Sammenlænket SS-symbol eller et zigzag, som et lynsymbol |  |
| Prostetiske grupper eller inhibitorer      | Molekylemodeller. |  |
| Metalioner                                 | Kugler. |  |
| Skygge og farver                           | Skygge eller farver tilføjer dimensionalitet til diagrammet. Generelt er motiverne i forgrunden mørkest, mens det bliver lysere og mindre kontrast bagtil.                    |  |